# 蒂諾島

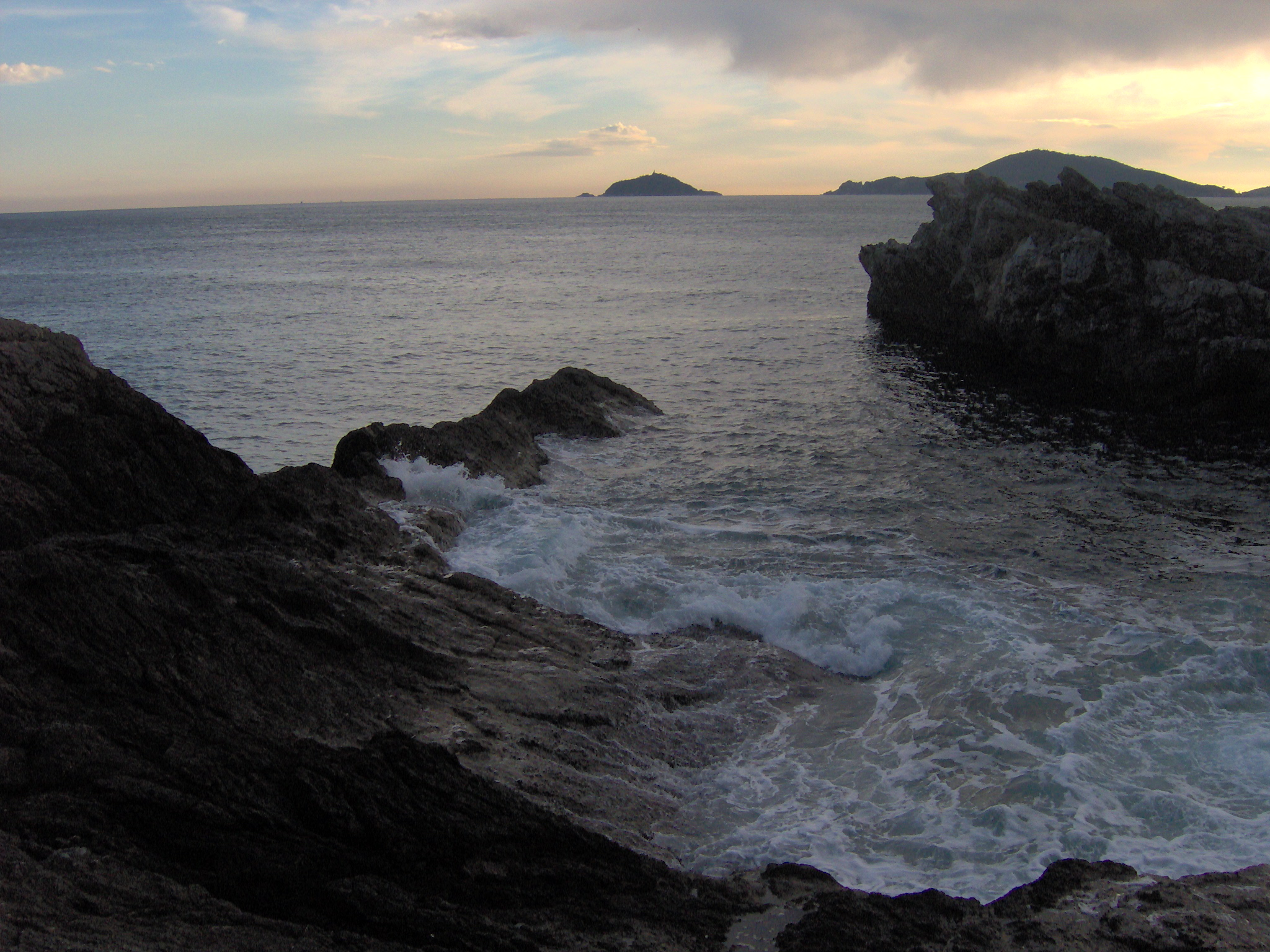
蒂諾島風景

蒂諾島（義大利語：Isola del Tino）是位於義大利里維耶拉的一座島嶼。在行政區劃上屬於利古里亞拉斯佩齊亞韋內雷港。蒂諾島上有燈塔和修建於中世紀時期的修道院遺跡。蒂諾島是軍事管制區的一部分。1997年，蒂諾島和附近的其他兩座島嶼以及韋內雷港一併被列入世界文化遺產。